# Adrián López Rodríguez
Pour les articles homonymes, voir Adrián López et López.
Ne pas confondre avec le footballeur Adrián López Álvarez.
Adrián López Rodríguez dit « Piscu » est un footballeur espagnol, né le 25 février 1987 à As Pontes de García Rodríguez en Galice. Il évolue comme défenseur central avec le FC Fredericia au Danemark.

## Biographie
En fin de contrat avec Wigan, Piscu signe avec la MLS et rejoint l'Impact de Montréal le 26 juillet 2013. Son arrivée à Montréal est annoncé le même jour que celle d'Hernán Bernardello. López fait ses débuts avec l'Impact au Guatemala le 21 août 2013 à l'occasion d'un match de Ligue des champions de la CONCACAF contre le CD Heredia. Titulaire, il est exclu sur carton rouge juste avant la mi-temps et les montréalais s'inclinent 1-0. Début septembre, il se fait une déchirure du ligament croisé antérieur au genou droit.
Après une longue convalescence de près d'un an, Piscu retrouve progressivement le terrain jusqu'à un match avec l'équipe réserve le 6 juillet 2014 ou il subit une seconde déchirure de ce même ligament. Une nouvelle et longue convalescence débute mais, avec la fin du contrat le liant à l'Impact en juin 2015, il ne reporte plus le maillot du onze montréalais en match officiel.
Moins de dix jours après l'expiration de son contrat, Piscu est embauché par le club danois de l'AGF Århus.

## Palmarès
- Deportivo La Corogne
  - Vainqueur de la Coupe Intertoto : 2008

- FA Cup 2013

## Carrière
| Saison                | Club                  | Championnat           | Championnat | Championnat | Coupe(s) nationale(s) | Coupe(s) nationale(s) | Compétition(s) continentale(s) | Compétition(s) continentale(s) | Compétition(s) continentale(s) | Playoffs | Playoffs | Total | Total |
| Saison                | Club                  | Division              | M.          | B.          | M.                    | B.                    | Comp.                          | M.                             | B.                             | M.       | B.       | M.    | B.    |
| 2006-2007             | Deportivo La Corogne  | D1                    | -           | -           | 2                     | 0                     | -                              | -                              | -                              | -        | -        | 2     | 0     |
| 2007-2008             | Deportivo La Corogne  | D1                    | 15          | 0           | 1                     | 0                     | -                              | -                              | -                              | -        | -        | 16    | 0     |
| 2008-2009             | Deportivo La Corogne  | D1                    | 8           | 1           | 3                     | 0                     | C3                             | 8                              | 0                              | -        | -        | 19    | 1     |
| 2009-2010             | Deportivo La Corogne  | D1                    | 3           | 0           | 6                     | 0                     | -                              | -                              | -                              | -        | -        | 9     | 0     |
| 2010-2011             | Wigan Athletic        | PL                    | 1           | 0           | 3                     | 0                     | -                              | -                              | -                              | -        | -        | 4     | 0     |
| 2011-2012             | Wigan Athletic        | PL                    | 5           | 0           | 2                     | 0                     | -                              | -                              | -                              | -        | -        | 7     | 0     |
| 2012-2013             | Wigan Athletic        | PL                    | 5           | 0           | 3                     | 0                     | -                              | -                              | -                              | -        | -        | 8     | 0     |
| 2013                  | Impact de Montréal    | MLS                   | 0           | 0           | -                     | -                     | CO                             | 1                              | 0                              | 0        | 0        | 1     | 0     |
| Total sur la carrière | Total sur la carrière | Total sur la carrière | 37          | 1           | 20                    | 0                     | -                              | 9                              | 0                              | 0        | 0        | 66    | 1     |